# Бріджит Бі
Лус Абреу (ісп. Luz Abreu); нар. 15 жовтня 1983 року, Барселона, Іспанія), відома як Бріджит Бі (англ. Bridgette B) — іспанська порноакторка.

## Біографія
Народилася і виросла в Барселоні, навчалася в католицькій школі. У 2003 році поїхала навчатися в США. Здобула ступінь бакалавра наук за спеціальністю «Fashion Merchandising» в університеті штату Огайо. 
Під час навчання виконувала стриптиз у барах. Там познайомилася з кількома порноакторками. Потрапила в порноіндустрію в 2008 році у віці 25 років. Живе в Каліфорнії (США).
Перенесла кілька операцій зі збільшення грудей — з розміру «З» до «Е».
За даними на 2019 рік знялася в 796 порнофільмах.
Була одружена з російським порноактором Маркусом Дюпрі.

## Премії і номінації
- 2011: AVN Awards номінація — Best All-Girl Group Sex Scene — Girlvana 5 (разом з Велісіті Вон, Брінн Тайлер, Чарлі Чейз, Кортні Каммз, Джейден Джеймс, Джулія Енн, Kirra Lynne, Міссі Стоун, Монік Александер, Ніккі Роудс, Raylene, Сара Ванделла, Софія Санті, Меделін Мері)[5]
- 2012: AVN Awards перемога — Найбільш недооцінена старлетка року (англ. Unsung Starlet of the Year)[6]
- 2012: XRCO Award номінація — Unsung Siren
- 2014: AVN Awards номінація — Невоспівана старлетка року (англ. Unsung Starlet of the Year)
- 2014: XRCO Award номінація — Unsung Siren
- 2019: NightMoves Award перемога — Краща виконавиця MILF-жанру, за версією глядачів (англ. Best MILF Performer - Fan's Choice)[7]

## Вибрана фільмографія
- 25 Sexiest Latin Porn Stars Ever (2013)
- Anal Queens (2013)
- B is For Baby Whore (2012)
- Bad Girls 6 (2011)
- Big Lebowski: A XXX Parody (2010)
- Big Tit Fanatic (2011)
- Big Tit Patrol 11 (2011)
- Big Tits Boss 12 (2010)
- Big Tits in Sports 11 (2012)
- Bruce Venture Has A Big Dick (2013)
- Dorm Girl Bubble Butts (2012)